# Пион Рока

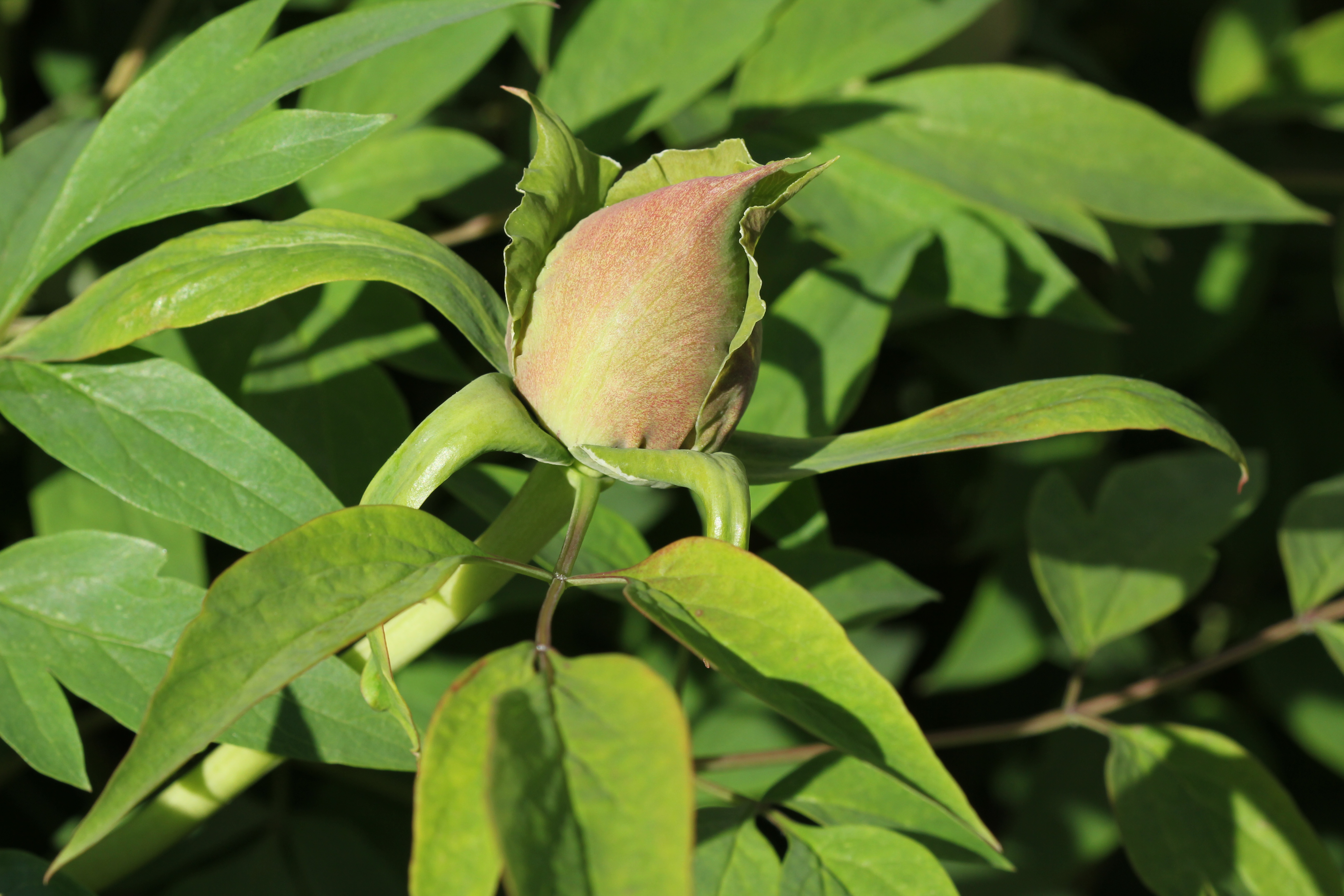
Бутон

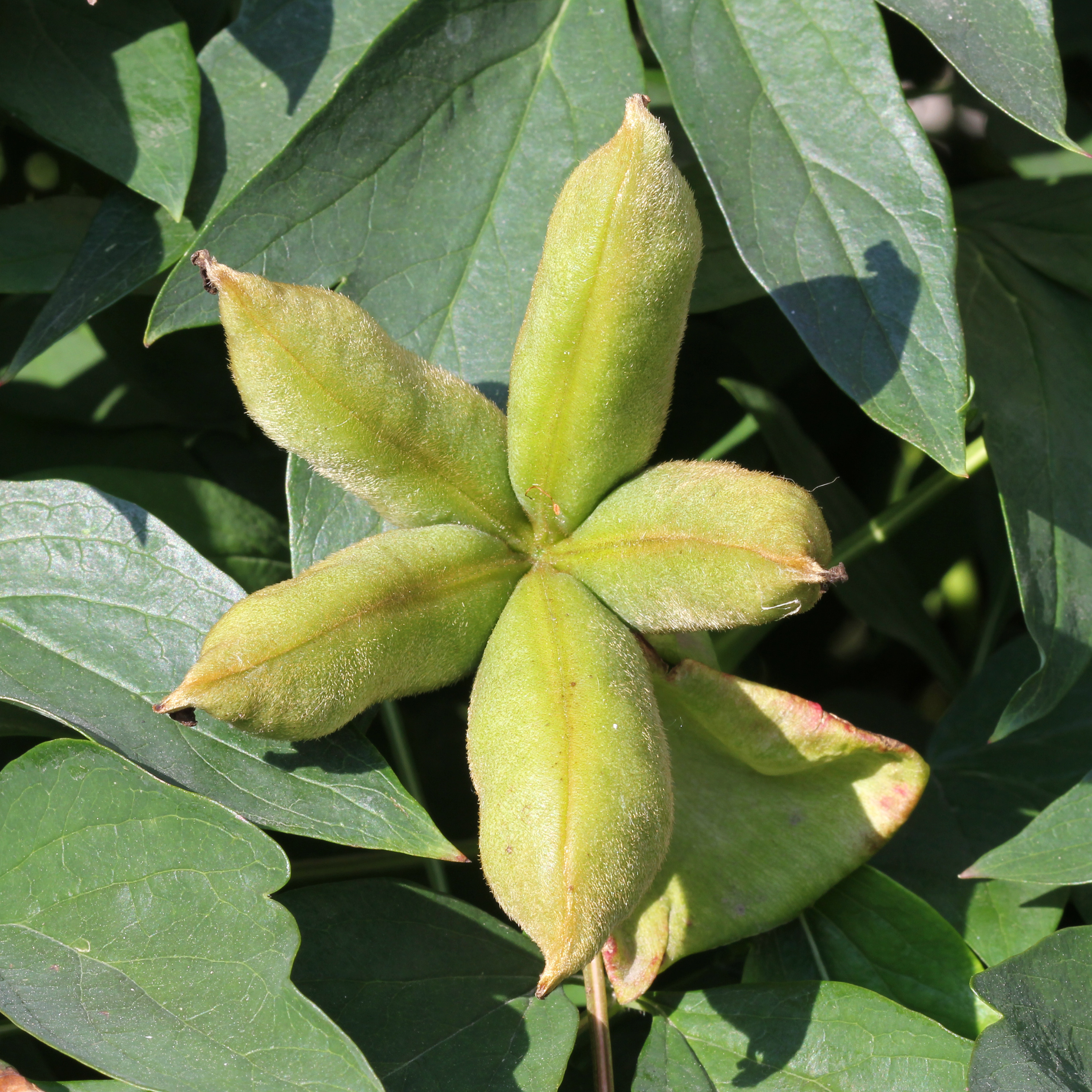
Плод

Пион Рока (лат. Paeonia rockii) — вид растений рода Пион семейства Пионовые (Paeoniaceae), относится к группе древовидных пионов.
Китайское название — 紫斑牡丹 (zǐbān mǔdān).

## Ботаническое описание
Листопадный кустарник высотой до 1,5 метра.
Стебли серые или серо-коричневые, кора шелушащаяся.
Листья голые.
Цветки одиночные, терминальные, 13—19 см в диаметре. Прицветники листовидные, в количестве 3. Чашелистики 3, зелёные (3—4 × 2—3 см) с заострённой вершиной. Лепестки белые с большим темно-фиолетовым пятном у основания.
Тычиночные нити жёлтые.
Пыльники жёлтые.
Плодолистиков 5 (или 6), густо войлочные.
Стручки продолговатые, желтые, густо войлочные.

## Распространение
Китай (юг Ганьсу, запад Хэнань, запад Хубэй, Шэньси).
Лиственные и широколиственные леса, поля, заросли на тенистых склонах известковых скал, иногда в культуре; 1100—2800 метров над уровнем моря.

## В культуре
Предполагается, что Реджинальд Фаррер был первым европейцем, нашедшим Paeonia rockii во время посещения провинции Ганьсу на западе Китая в 1914 году.
В 1925 году Джозеф Рок нашёл растения аналогичные тем, которые наблюдал Фаррер в центральном дворе монастыря в провинции Ганьсу. Его экспедиция собрала около 20 тысяч гербарных образцов для Гарвардского университета. После этой экспедиции семена Paeonia rockii попали в ботанические сады Канады, Великобритании, США и Швеции.
Выдерживает зимние понижения температуры до −28.8 °C.
Требования к pH почвы: от 6.1 до 7.8, по другим данным от 7 до 8.5.
Дополнительно см.: Древовидные пионы.